# Makaroa (Französisch-Polynesien)
Makaroa ist eine Insel der Gambierinseln in Französisch-Polynesien. Die unbewohnte Insel ist 0,2 km² groß, ihr höchster Punkt liegt 138 m über dem Meeresspiegel.